# 日本國鐵DD16型柴油機車
日本國鐵DD16型柴油機車為一款曾屬於日本國有鐵道之柴油機車，國鐵分割民營化後分屬於不同地區之JR公司。
本型機車於1971年登場，乃為配合國鐵無煙化政策，目標乃作為牽引簡易線之列車之輕量化柴液機車:299。但其所行駛的路線中，許多於國鐵民營化前廢線或改善路線標準，故本型車於1980年代大量退役。:301

## 構造
外觀設計類似DE10型但車身較短，駕駛室設於車身中段，偏向一端，短端裝有引擎預熱器、電池、控制器，油箱也設置於短端的底盤下方，以平衡長端的引擎重量。設計上減輕了車身和轉向架的重量，軸重為12噸。
轉向架為DT113H型，是DD13型85番台以後車型所使用的DT113型的輕量化版本。引擎使用DD51 1至19號車更換下來的DML61S引擎，但輸出調降為800 ps，以及DML61Z 型引擎，輸出也調降為800 ps。變速機為DD51型使用的DW2A，但因設計之最高時速較低，故減速比更大，且同時驅動兩個轉向架（DD51型則是裝配兩部引擎，每台變速機只驅動一個轉向架）。
由於本型車計畫使用於較低運量的路線，客運列車也改以柴聯車行駛，故設計上並未加入重聯功能，也未配備客運列車所需的設備（如暖氣用蒸汽發生器）。空氣軔機與DE10型所用者類似，但去除了重聯所需的設備。

## 子型式

### DD16型0番台
0番台係由日本國有鐵道於1971年－1975年間生產，配屬於全日本各地。:172-173

### DD16型300番台
1979年至1983年間由0番台2・5・4・13號改裝（改裝後更改車號為301-304號），改裝後可於兩端連結由キ100形為基礎設計的脫著式單線用除雪車，和キ100形不同之處為車上設置有相關聯控設備可由前端除雪車操控本型機車。主要用於DD15型和DE15型難以進入的飯山線及大糸線糸魚川站至南小谷站區間。

## 近況
本型機車乃針對軸重限制較低之路線標準較差的路線而設計，性能較差，在這些標準不佳的低運量路線廢除後，本型車也大量退役，僅存11號機仍於JR 東日本使用，目前主要用於牽引DE10型難以進入之小海線、飯山線的工程列車及臨時列車。
21世紀初，台灣新幹線會社委託川崎重工改造DD16型與DD14型各一輛，供台灣高鐵進行測試使用:10，改造內容除將軌距自1067mm更改至1435mm之外:298，也改回初代之國鐵色塗裝。:3012004年隨700T與新幹線0系改裝之限界測量車一同運抵台灣，目前配置於燕巢總機廠作為調車使用。:299